# Саха (телерадіокомпанія)
62°1′36″ пн. ш. 129°43′24″ сх. д. / 62.02667° пн. ш. 129.72333° сх. д.
Державна телевізійна і радіомовна компанія «Саха» — філія ФГУП " Всеросійська державна телевізійна і радіомовна компанія " здійснює місцеве теле- і радіомовлення в Республіці Саха (Якутія).
Створена в процесі поділу Саха-Якутської телерадіомовної компанії на федеральну (ДТРК Саха) і регіональну (НВК Саха) компанії.
Регіональне мовлення під логотипом «Росія — Саха» почалося 14 березня 2005 року. Тоді з якутського телебачення і радіо було виділено якутську філію ВГТРК, з'явилася щоденна інформаційна програма «Вісті-Саха» і почав мовлення на «Радіо Росії».
ДТРК «Саха» — це телевізійне мовлення високої якості у форматі HD DVB-T2 в першому мультиплексі на території з населенням близько мільйона чоловік. 600 годин на рік на федеральних телеканалах " Росія-1 " і " Росія-24 " і 500 годин на каналі " Радіо Росії " — такий загальний хронометраж програм і передач Якутської державної телерадіокомпанії.

## «Вісті-Саха»
Основний продукт компанії — інформаційна програма «Вісті-Саха» — спільне творіння ДТРК «Саха» і ВГТРК. Випуски виходять російською і якутською мовами. Програму відрізняє кількість випусків і зручний час виходу — до дев'яти ефірів протягом дня. Це дозволяє програмі бути оперативною новинноюї програмою в республіці. Регулярні відрядження журналістів по регіону та новини від глядачів (рубрика «Мобільний репортер») дають велику кількість ексклюзивної інформації і роблять випуски актуальними і злободенними.
З березня 2008 року в ефірі каналу " Доброго ранку, Росія! «Виходять регіональні випуски програми» Ранок — Вісті Саха ", а з 2009 року колектив організував опорні корпункти в районах республіки.

## «Вісті-Далекий Схід»
З 20 червня 2008 року ДТРК «Саха» бере участь у створенні нової регіональної інформаційної програми " Вісті-Далекий Схід ", трансляція здійснюється на всі суб'єкти Далекосхідного федерального округу. Програма виходить за підтримки ВГТРК і повпредства в ефірі телеканалу " Росія-1 ".

## Нагороди
У 2008 році колектив ДТРК «Саха» став переможцем Всеросійського конкурсу «Росія багатонаціональна» в номінації «Авторський колектив». Перемога в конкурсі — показник професіоналізму співробітників телерадіокомпанії. У 2010 році став переможцем Всеросійського телевізійного форуму " ТЕФІ-Регіон ", в номінації щоденна інформаційна програма для столиць суб'єктів РФ.

## Теле- і радіоканали ДТРК «Саха»
- Телеканал Росія-1 Саха (1 мультиплекс, раніше — 2-й канал)
- Телеканал Росія-24 Саха (1 мультиплекс, раніше 12-й канал)
- Радіоканал " Радіо Росії Саха "